# San Pedro de Vilcabamba
San Pedro de Vilcabamba ist eine Ortschaft und eine Parroquia rural („ländliches Kirchspiel“) im Kanton Loja der ecuadorianischen Provinz Loja. Die Parroquia besitzt eine Fläche von 67,82 km². Beim Zensus 2010 wurden 1289 Einwohner gezählt.

## Lage
Die Parroquia San Pedro de Vilcabamba liegt in den Anden im Süden von Ecuador. Das Verwaltungsgebiet hat eine Längsausdehnung in Ost-West-Richtung von knapp 22 km sowie eine maximale Breite von 4,6 km. Das Areal liegt in Höhen zwischen 1400 m und 3690 m. Die Parroquia wird vom Río Uchima und dem Río Vilcabamba nach Westen zum Río Catamayo (im Oberlauf auch Río Piscobamba) entwässert. Entlang der östlichen Verwaltungsgrenze verläuft ein Gebirgskamm in Nord-Süd-Richtung. Der 1570 m hoch gelegene Ort San Pedro de Vilcabamba befindet sich 26 km südlich der Provinzhauptstadt Loja an der Fernstraße E682 (Loja–Palanda).
Die Parroquia San Pedro de Vilcabamba grenzt im Osten an die Provinz Zamora Chinchipe mit dem Municipio von Zamora und der Parroquia Valladolid (Kanton Palanda), im Süden an die Parroquia Vilcabamba sowie im Norden an die Parroquia Malacatos.

## Orte und Siedlungen
Die Parroquia ist in die urbanen Barrios
- Central
- El Dorado
- El Panecillo

sowie in folgende Barrios rurales (ländliche Barrios) gegliedert:
- Amala
- Cararango
- El Chaupi
- Quesera
- Sacapo
- Uchima

## Ökologie
Der Osten der Parroquia liegt im Nationalpark Podocarpus.

## Geschichte
Die Gründung der Parroquia San Pedro de Vilcabamba wurde am 17. August 1987 im Registro Oficial N° 752 bekannt gemacht und damit wirksam.